# Ambu
Ambu A/S NASDAQ OMX: AMBU B er en dansk verdensomspændende virksomhed som udvikler, producerer og markedsfører medicinsk udstyr til hospitaler og redningstjenester. Virksomheden blev grundlagt i Glostrup i 1937 som Testa Laboratorium af den tyske ingeniør Holger Hesse, der havde ambitionen om at bygge en forretning dedikeret til produkter som ville bidrage til redning af menneskeliv.
De største forretningsområder er anæstesi, kardiologi og neurologi, hvor de vigtigste produkter er ventilationsprodukter til kunstig åndedræt og engangselektroder til EKG-test og neurofysiologiske undersøgelser.
Deres mest kendte produkt er Ambu Bag, også kendt som Rubenballonen, som er et selvopustende genoplivningsapparatet, der blev designet i 1956 i samarbejde med professor Henning Moritz Ruben og markedsført under navnet 'Ambu'. Navnet Ambu blev i 1988 valgt som det nye firmanavn.
I juni 2018 blev virksomheden optaget på OMX C25-indekset.

## Ekstern henvisning
- Officiel hjemmeside
- Ambu A/S i Det Centrale Virksomhedsregister (CVR)

|  | Denne artikel om en virksomhed kan blive bedre, hvis der indsættes et (bedre) billede. Du kan hjælpe ved at afsøge Wikimedia Commons for et passende billede eller lægge et op på Wikimedia Commons med en af de tilladte licenser og indsætte det i artiklen. |

55°43′53.9″N 12°20′06.0″Ø / 55.731639°N 12.335000°Ø